# Blair (Nevada)
Blair é uma antiga cidade mineira, atualmente uma cidade fantasma, no condado de Esmeralda, estado de Nevada, nos Estados Unidos. 

## História
A cidade foi criada em 1906, quando a Pittsburg-Silver Peak Gold Mining Company levantou ali um engenho mineiro por se recusar a pagar os preços escandalosos exigidos pelos especuladores que aumentavam os preços das terras em  Silver Peak..Foi uma vila próspera, enquanto durou a exploração de prata, com estação de correios (entre 1906 e 1915, numerosos salloons e dois hotéis. A exploração mineira foi diminuindo e a mina encerrou em 1915, quando a baixa qualidade do minério não era rentável para a manter aberta.A cidade desapareceu no ano seguinte e está abandonada desde então. Na atualidade, são visíveis as ruínas dos edifícios da antiga cidade mineira.